# Vlag van Beemte Broekland

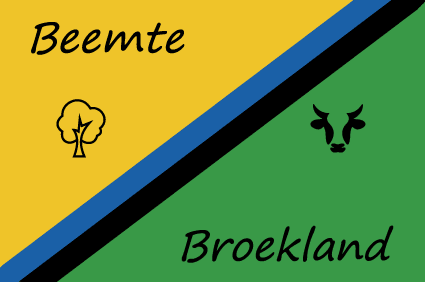
Vlag van Beemte Broekland

De vlag van Beemte Broekland werd op 28 oktober 2020 door het Nederlandse dorp Beemte Broekland in gebruik genomen en werd voor het eerst gehesen bij het lokale dorpshuis. Het ontwerp is tot stand gekomen middels een ontwerpwedstrijd onder de dorpsbewoners.
De vlag is linksgeschuind en bestaat uit een geel en groen vlak. De gele en groene vlak zijn elkaar gescheiden door een linksschuine blauwe en zwarte baan. Geel en groen symboliseren de weilanden en velden rondom het dorp. De blauwe baan symboliseert een kanaal of grift. De zwarte baan staat voor A50 die langs het dorp rijdt. Geel, blauw en zwart zijn de kleuren van de Gelderse vlag waar het dorp gelegen is. Linksboven, tegen het geel, is de naam Beemte in schrijfletters geplaatst. Hieronder is de afbeelding van een boom geplaatst en symboliseert de natuur en landbouw. Rechtsonder is de naam Broekland geschreven met daarboven een koeienkop.
Acquoy
· Beekbergen-Lieren
· Beemte Broekland
· Bemmel
· Bennekom
· Bredevoort
· Deil
· Doornenburg
· Ederveen
· Elden
· Emst
· Enspijk
· Epse
· Gameren
· Gellicum
· Groenlo
· Harskamp
· Herwijnen
· Heukelum
· Heveadorp
· Hoenderloo
· Kerkdriel
· Klarenbeek
· Kootwijkerbroek
· Laag-Keppel
· Lathum
· Leuvenum
· Loenen
· Loil
· Meteren
· Netterden
· Oosterhuizen
· Radio Kootwijk
· Rumpt
· Schaarsbergen
· Spijk
· Stroe
· Teuge
· Uddel
· Ugchelen
· Vaassen
· Vierhouten
· Voorthuizen
· Vredenburg/Kronenburg